# Internazionali di Tennis di Baviera 1993
Gli Internazionali di Tennis di Baviera 1993 sono stati un torneo di tennis giocato sulla terra rossa. È stata la 78ª edizione del torneo, facente parte della categoria ATP World Series nell'ambito dell'ATP Tour 1993. Si è giocato a Monaco di Baviera in Germania, dal 26 aprile al 3 maggio 1993.

## Campioni

### Singolare
Ivan Lendl ha battuto in finale  Michael Stich con il punteggio di 7–6(2), 6–3.

### Doppio
Martin Damm /  Henrik Holm hanno battuto in finale  Karel Nováček /  Carl-Uwe Steeb con il punteggio di 6–0, 3–6, 7–5.